# Sống thuyền

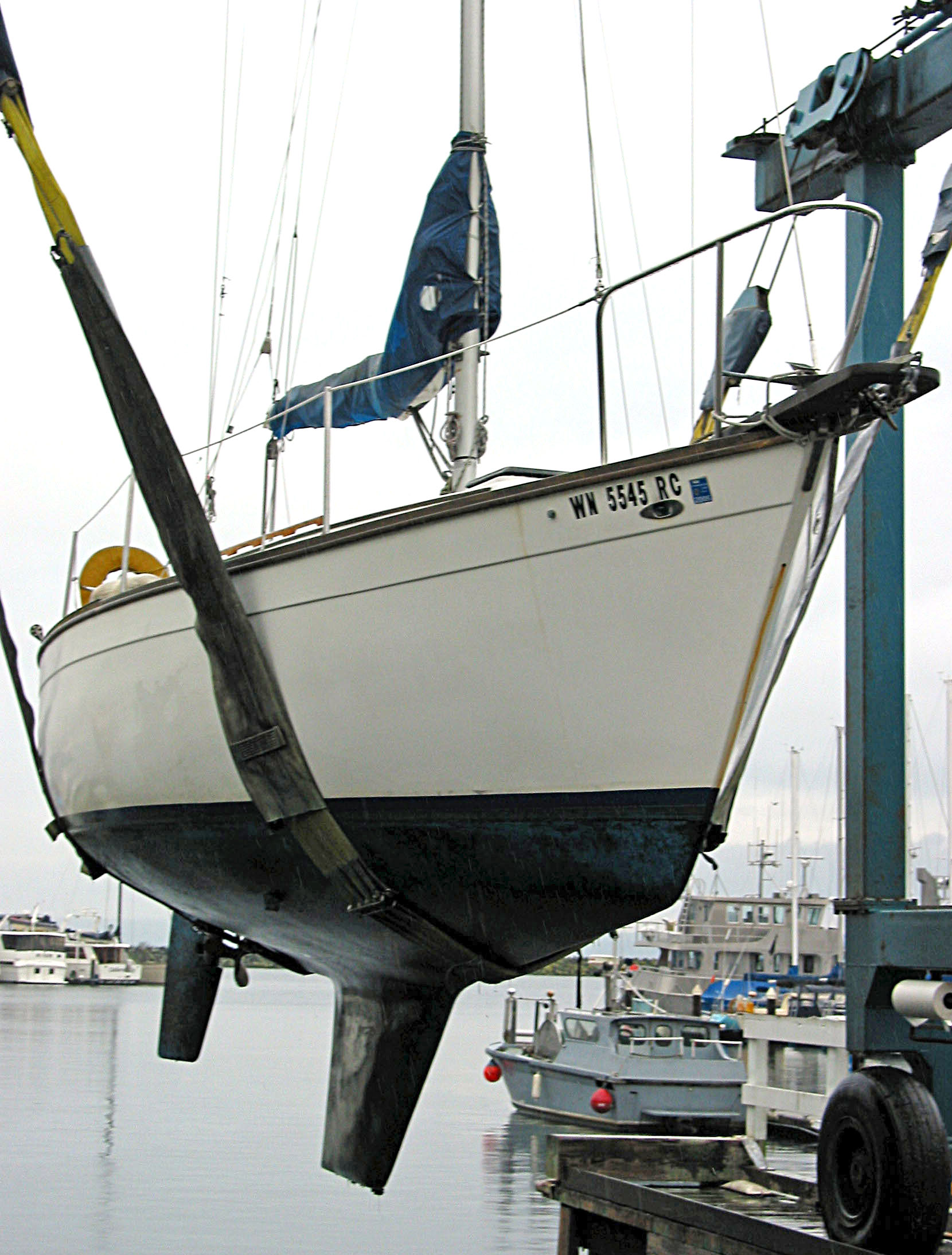
Thuyền buồm với sống thuyền làm nhô ra ở phía bụng dưới

Họa đồ tiết diện một con thuyền minh họa tác động của sống thuyền giữ con thuyền thêm thăng bằng

Sống thuyền, sống đáy hay la ký là một phần cơ bản của lòng thuyền giúp trong việc củng cố khung thuyền cùng tác động đến thủy động lực của con thuyền.

## Sống thuyền và cấu trúc
Về mặt cấu trúc thì sống thuyền là bộ phận đầu tiên được ráp khi đóng tàu. Sống thuyền chạy dọc chiều dài con thuyền ở trục giữa từ mũi đến lái, tạo lực chính cho khung thuyền.
Khi bị hư hại như trong trường hợp thuyền mắc cạn thì sống thuyền bị lực ép quá hạn có thể gãy, khiến con thuyền sẽ vỡ ra từng mảnh, muốn sửa chữa thì không khác gì đóng một con thuyền mới vậy. Con thuyền gãy sống có thể bị liệt vào hạng phế thải.

## Sống thuyền và động lực
Sống thuyền còn có chức năng giữ thăng bằng cho con thuyền, giảm sức sóng nhồi và làm con thuyền dễ điều khiển hơn. Sống thuyền giúp giảm thiểu thuyền bị lật ngang.